# Prix d'Harcourt
Groupe 2
Le Prix d'Harcourt est une course hippique de plat se déroulant au mois d'avril sur l'hippodrome de Longchamp.
C'est une course de Groupe II réservée aux chevaux de 4 ans et plus, disputée sur 2 000 mètres. L'allocation s'élève à 130 000 € (en 2016).

## Historique
Créée en 1929 en hommage au vicomte Emmanuel d’Harcourt, Elle se dispute sur la distance de 2 000 mètres, sur la moyenne piste de l'hippodrome et son allocation s'élève à 130 000 €.
Programmée jusqu'en 1971 quelques semaines avant le Prix Ganay, elle est désormais courue trois semaines auparavant, et sert ainsi de préparatoire à ce groupe 1. Elle constitue aussi une option pour les chevaux qui effectuent leur rentrée après l'hiver. Plusieurs lauréats du Prix de l'Arc de Triomphe sont inscrits au palmarès, tels Djebel, double vainqueur en  1941 et 1942, Allez France (1974), Three Troikas, qui y fit sa rentrée en 1980 ou Urban Sea, qui l'imita en 1994. 
Seuls deux chevaux sont parvenus à gagner cette course deux fois, Amfortas (1931, 1932) et Djebel (1941, 1942). Yves Saint-Martin détient le record de victoires pour un jockey avec cinq succès, André Fabre celui des entraîneurs (10 succès) et Daniel Wildenstein celui des propriétaires (6 succès).

## Palmarès depuis 1980
| Année | Vainqueur          | Pays        | Père            | Jockey               | Entraîneur             | Propriétaire          | Deuxième          | Troisième          | Temps   |
| ----- | ------------------ | ----------- | --------------- | -------------------- | ---------------------- | --------------------- | ----------------- | ------------------ | ------- |
| 2025  | Maps of Stars      | France      | Sea The Stars   | James Doyle          | Francis-H. Graffard    | Wathnan Racing        | Horizon Doré      | Certain Lad        | 2'05"20 |
| 2024  | Zarakem            | France      | Zarak           | Maxime Guyon         | Jérôme Reynier         | Sofiane Benaroussi    | Horizon Doré      | Birr Castle        | 2'14"39 |
| 2023  | Simca Mille        | France      | Tamayuz         | Alexis Pouchin       | Stéphane Wattel        | Haras de la Perelle   | Irésine           | Kertez             | 2'03"39 |
| 2022  | Skalleti           | France      | Kendargent      | Maxime Guyon         | Jérôme Reynier         | Jean-Claude Seroul    | Sealiway          | Mare Australis     | 2'08"73 |
| 2021  | Skalleti           | France      | Kendargent      | Gérald Mossé         | Jérôme Reynier         | Jean-Claude Seroul    | Mare Australis    | Monty              | 2'11"04 |
| 2020  | Shaman             | France      | Shamardal       | Maxime Guyon         | Carlos Laffon-Parias   | Wertheimer & Frère    | Way to Paris      | Simona             | 2'06"69 |
| 2019  | Ghaiyyath          | Royaume-Uni | Dubawi          | William Buick        | Charlie Appleby        | Godolphin             | Soleil Marin      | Intellogent        | 2'02"87 |
| 2018  | Air Pilot          | Royaume-Uni | Zamindar        | Christophe Soumillon | Ralph Beckett          | Lady Cobham           | Royal Julius      | Star Victory       | 2'14"60 |
| 2017  | Cloth of Stars     | France      | Sea The Stars   | Mickaël Barzalona    | André Fabre            | Godolphin             | Mekhtaal          | Maniaco            | 1'58"77 |
| 2016  | Garlingari         | France      | Linngari        | Stéphane Pasquier    | Corinne Barande-Barbe  | Corinne Barande-Barbe | Sumbal            | Affaire Solitaire  | 2'07"03 |
| 2015  | Al Kazeem          | Royaume-Uni | Dubawi          | Ryan Moore           | Roger Charlton         | Daniel-John Deer      | Affaire Solitaire | Fate               | 2'10"02 |
| 2014  | Smoking Sun        | France      | Smart Strike    | Stéphane Pasquier    | Pascal Bary            | Niarchos              | Norse King        | Triple Threat      | 2'01"96 |
| 2013  | Maxios             | France      | Monsun          | Stéphane Pasquier    | Jonathan Pease         | Niarchos              | Don Bosco         | Saga Dream         | 2'04"48 |
| 2012  | Giofra             | France      | Dansili         | Maxime Guyon         | Alain de Royer-Dupré   | Haras de la Perelle   | Vadamar           | Saga Dream         | 2'01"35 |
| 2011  | Planteur           | France      | Danehill Dancer | Christophe Soumillon | Élie Lellouche         | Wildenstein           | Ley Hunter        | Agent Secret       | 2'04"30 |
| 2010  | Cutlass Bay        | France      | Halling         | Maxime Guyon         | André Fabre            | Godolphin             | Court Canibal     | Celimene           | 2'03"86 |
| 2009  | Trincot            | France      | Peintre Célèbre | Stéphane Pasquier    | Philippe Demercastel   | Écurie Bader          | The Bogberry      | Vision d'État      | 2'02"88 |
| 2008  | Loup Breton        | France      | Anabaa          | Christophe Lemaire   | Élie Lellouche         | Wildenstein           | Spirit One        | Boris de Deauville | 2'14"60 |
| 2007  | Boris de Deauville | France      | Soviet Star     | Yann Barberot        | Stéphane Wattel        | M.Bryant & L.Haegel   | Pearl Sky         | Irish Wells        | 2'13"40 |
| 2006  | Manduro            | Allemagne   | Monsun          | Stéphane Pasquier    | André Fabre            | Baron G. von Ullmann  | Corre Caminos     | Archange d'or      | 2'01"40 |
| 2005  | Delfos             | France      | Green Tune      | Miguel Blancpain     | Carlos Laffon-Parias   | Leonidas Marinopoulos | Short Pause       | Shamando           | 2'13"20 |
| 2004  | Vangelis           | France      | Highest Honor   | Christophe Soumillon | Alain de Royer-Dupré   | Guy Herbert           | Execute           | Short Pause        | 2'02"60 |
| 2003  | Ana Marie          | France      | Anabaa          | Christophe Soumillon | Philippe Demercastel   | Écurie Bader          | Fair Mix          | Valentino          | 2'03"10 |
| 2002  | Exécute            | France      | Suave Dancer    | Thierry Gillet       | John Hammond           | Écurie Chalhoub       | Sunstrach         | Poussin            | 2'03"05 |
| 2001  | Earlène            | France      | In the Wings    | Gérald Mossé         | Henri-Alex Pantall     | Cheikh Mohammed       | Honorifique       | Burning Sunset     | 2'17"80 |
| 2000  | Indian Danehill    | France      | Danehill        | Olivier Peslier      | André Fabre            | Édouard de Rothschild | Chelsea Manor     | Barbola            | 2'13"90 |
| 1999  | Dark Moondancer    | Royaume-Uni | Anshan          | Gérald Mossé         | Alain de Royer-Dupré   | M. Arbib              | Barbola           | Epistolaire        | 2'09"70 |
| 1998  | Astarabad          | France      | Alleged         | Gérald Mossé         | Alain de Royer-Dupré   | Aga Khan              | Majorien          | Taipan             | 2'14"50 |
| 1997  | River Bay          | France      | Irish River     | Thierry Jarnet       | John Hammond           | Écurie Chalhoub       | Nero Zilzal       | Baroud d'Honneur   | 2'03"20 |
| 1996  | Valanour           | France      | Lomond          | Gérald Mossé         | Alain de Royer-Dupré   | Aga Khan              | Carling           | Housamix           | 2'02"60 |
| 1995  | Freedom Cry        | France      | Soviet Star     | Olivier Peslier      | André Fabre            | Wildenstein           | Pelder            | Tuesday's Special  | 2'12"10 |
| 1994  | Urban Sea          | France      | Miswaki         | Eric Saint-Martin    | Jean Lesbordes         | David Tsui            | Vert Amande       | Marildo            | 2'15"10 |
| 1993  | Marildo            | France      | Romildo         | Guy Guignard         | David Smaga            | David Smaga           | Dear Doctor       | Polytain           | 2'07"70 |
| 1992  | Fortune's Wheel    | France      | Law Society     | Mathieu Boutin       | Robert Collet          | Richard-C. Strauss    | Pistolet Bleu     | Art Bleu           | 2'10"40 |
| 1991  | Panoramic          | France      | Rainbow Quest   | Steve Cauthen        | André Fabre            | Cheikh Mohammed       | Sikeston          | Dear Doctor        | 2'05"80 |
| 1990  | Creator            | France      | Mill Reef       | Cash Asmussen        | André Fabre            | Cheikh Mohammed       | Rainibik          | Young Mother       | 2'02"10 |
| 1989  | Star Lift          | France      | Mill Reef       | Cash Asmussen        | André Fabre            | Wildenstein           | Saint Andrews     | Fijar Tango        | 2'10"10 |
| 1988  | Village Star       | France      | Moulin          | Cash Asmussen        | André Fabre            | A.-J. Richards        | Dahlaan           | Saint Andrews      | 2'10"50 |
| 1987  | Grand Pavois       | France      | Irish River     | Tony Cruz            | Patrick-Louis Biancone | Wildenstein           | Highest Honor     | Takfa Yahmed       | 2'08"10 |
| 1986  | Saint-Estèphe      | France      | Top Ville       | Alfred Gibert        | André Fabre            | Y. Houyvet            |                   |                    | 2'11"60 |
| 1985  | Strawberry Road    | Australie   | Whiskey Road    | Yves Saint-Martin    | Patrick-Louis Biancone | R.-F. Stehr           |                   |                    | 2'18"10 |
| 1984  | Lovely Dancer      | France      | Green Dancer    | Alain Lequeux        | Olivier Douieb         | J. Clérico            |                   |                    | 2'17"30 |
| 1983  | Welsh Term         | France      | Welsh Pageant   | Yves Saint-Martin    | Robert Collet          | O. Helman             |                   |                    | 2'21"20 |
| 1982  | Lancastrian        | France      | Reform          | Alain Lequeux        | David Smaga            | Sir M. Sobell         |                   |                    | 2'13"10 |
| 1981  | Argument           | France      | Kautokeino      | Alain Lequeux        | Maurice Zilber         | Bruce McNall          |                   |                    | 2'14"50 |
| 1980  | Three Troikas      | France      | Lyphard         | Freddy Head          | Christiane Head        | Mme A.Head            |                   |                    | 2'10"60 |

## Vainqueurs notables
- Allez France (1974) : Multiple lauréate classique, victorieuse dans le Prix de l'Arc de Triomphe en 1974.
- Three Troikas (1980) : Arc-winner en 1979.
- Urban Sea (1994) : Lauréate du Prix de l'Arc de Triomphe avant de produire Galileo et Sea The Stars.
- Ghaiyyath (2019) : Multiple lauréat de groupe I.

- Skalleti (2021,2022) : Champion hongre, lauréat du Prix d'Ispahan.